# Synsepalum brenanii
Espèce
Synonymes
- Synsepalum brenanii (Heine) T.D.Penn. (Heine) T.D.Penn. (préféré par UICN)[2]
- Vincentella brenanii Heine[1] [2]

Statut de conservation UICN

 CR A1c+ 2c : 
En danger critique
Synsepalum brenanii  (Heine) T.D.Penn.  est une espèce de plantes à fleurs de la famille des Sapotaceae et du genre Synsepalum. C'est un arbuste ou un petit arbre endémique du Cameroun.

## Étymologie
Son épithète spécifique brenanii rend hommage au botaniste britannique John Patrick Micklethwait Brenan qui récolta un spécimen à l'occasion d'une expédition au Cameroun menée en mars-avril 1948 par l'Université de Cambridge.

## Description
C'est un arbuste ou petit arbre.

## Distribution et écologie
Relativement rare, endémique,  elle n'a été observée au Cameroun que dans la réserve forestière du Sud Bakundu (Région du Sud-Ouest).
Elle est fortement menacée et figure sur la liste rouge de l'UICN comme une espèce en danger critique d'extinction. 